# The Wretched End
The Wretched End ist eine norwegische Death- und Thrash-Metal-Band aus Notodden, die im Jahr 2008 gegründet wurde.

## Geschichte
Die Band wurde im Jahr 2008 von Tomas Thormodsæter „Samoth“ Haugen (u. a. Emperor und Zyklon) und Cosmo (Mindgrinder) gegründet. Beide hatten zuvor in der Band Scum gespielt. Die Arbeiten zum Debüt-Album begannen noch im selben Jahr und hielten bis zum Frühling des Jahres 2009 an. Es folgte danach die Aufnahme von elf Liedern.
Im Sommer 2009 stieß Schlagzeuger Nils Fjellström (Dark Funeral, In Battle, Aeon) zur Band. Die Aufnahmen für das Schlagzeug wurden im September 2009 im Strand Studio in Oslo aufgenommen. Die Aufnahmen zum Album hielten das ganze Jahr an und endeten in der ersten Hälfte des Jahres 2010. Das Debütalbum Ominous wurde über Samoths eigenes Label Nocturnal Art Productions im Oktober 2010 veröffentlicht und weltweit von Candlelight Records vermarktet und verwaltet. Im April 2012 folgte das nächste Album Inroads auf dieselbe Weise.

## Stil
Die Band spielt eine Mischung aus Death- und Thrash-Metal, wobei der Einsatz von Blastbeats und gutturalem Gesang charakteristisch ist.

## Diskografie
- 2010: The Armageddonist / Of Men and Wolves (EP, Nocturnal Art Productions / Candlelight Records)
- 2010: Ominous (Album, Nocturnal Art Productions / Candlelight Records)
- 2012: Inroads (Album, Nocturnal Art Productions / Candlelight Records)
- 2016: In These Woods, from These Mountains (Album, Indie Recordings)